# Гранд-тур

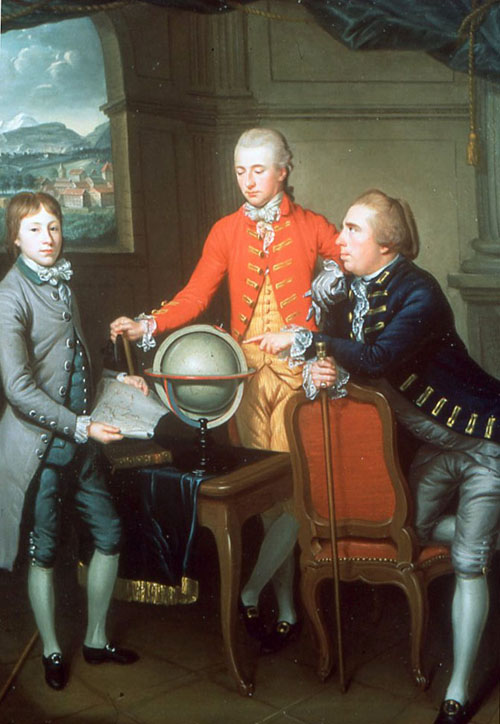
Підліток Дуглас, 8-й герцог Гамільтон під час гранд-туру. Поряд — його лікар Джон Мур та син лікаря. У вікні — краєвид з містом Женева, Швейцарія. 1774 р. Національний музей Шотландії.

Гранд-тур (фр. Grand Tour) — освітня подорож, яку мала здійснити молодь з аристократичних родин після закінчення навчання з метою побачити світ, удосконалити знання іноземних мов і манери світського спілкування. Гранд-тур ніколи не був масовим явищем і припинив існування в XIX ст., коли бізнесмени вивели на авансцену індустрію розваг і туризм, як її різновид.

## Мета й особливості
Залежно від віку мандрівника залежала і мета подорожі, яка могла не обмежуватись освітою, а й відвідинами родичів, пошуком вигідної партії в шлюбі, розвагами під прихованим пошуком освіченості, лікування хвороб, дійсних чи вигаданих. Об'єднувало всіх мандрівників те, що вони стосувались суспільної меншості, яка мала привілейований статус у державі. Адже подорож, що тривала 12-18-24 місяці потребувала значних коштів, рівню освіти, вільного часу і відповідного статусу.
Головна частина мешканців різних країн проживала свій вік, майже нікуди не виїжджаючи, бо не мала для цього ні коштів, ні відповідної мотивації.
Важко називати гранд-туром подорож до Італії, яку робили нідерландські художники з метою бачити на власні очі та вивчати шедеври мистецтва доби Відродження та маньєризму. Адже більшість з них мала статус ремісників і продовжувала заробляти на життя як під час самої подорожі, так і в роки перебування в містах Франції чи Італії (Пітер Брейгель Старший, Мабюз, Мартен ван Гемскерк, Альбрехт Дюрер). Не було гранд-туром для освічених представників челяді та перебування в кортежі шляхетної особи, що мандрувала за кордоном. Хоча це сприяло розширенню досвіду і вдосконаленню майстерності талановитих представників непривілейованих станів, як то було в долі французів Філібера Делорма, архітектора і садівника або Андре Ленотра.

## Історія і маршрути

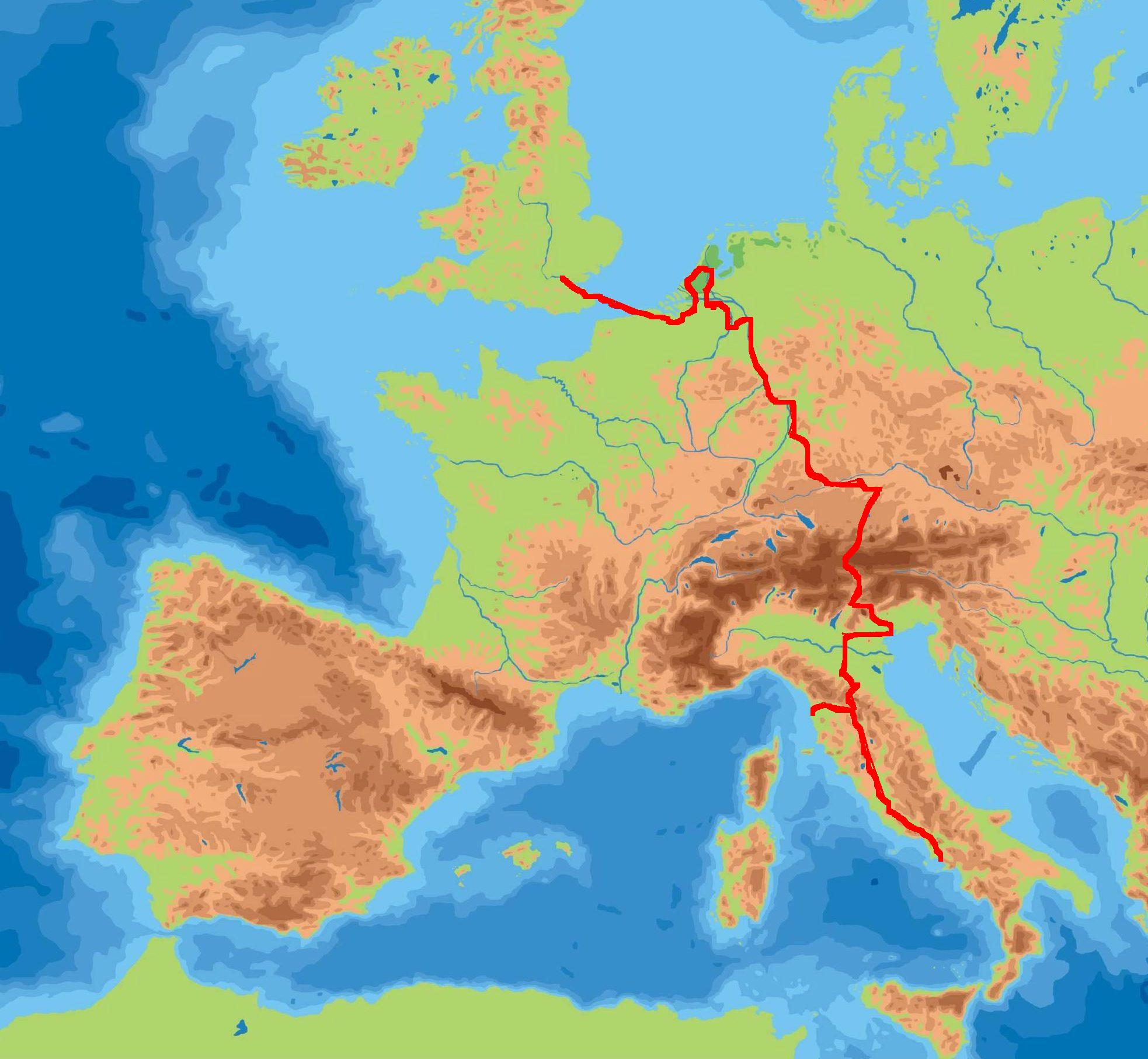
Маршрут гран-туру Вільяма Бекфорда.

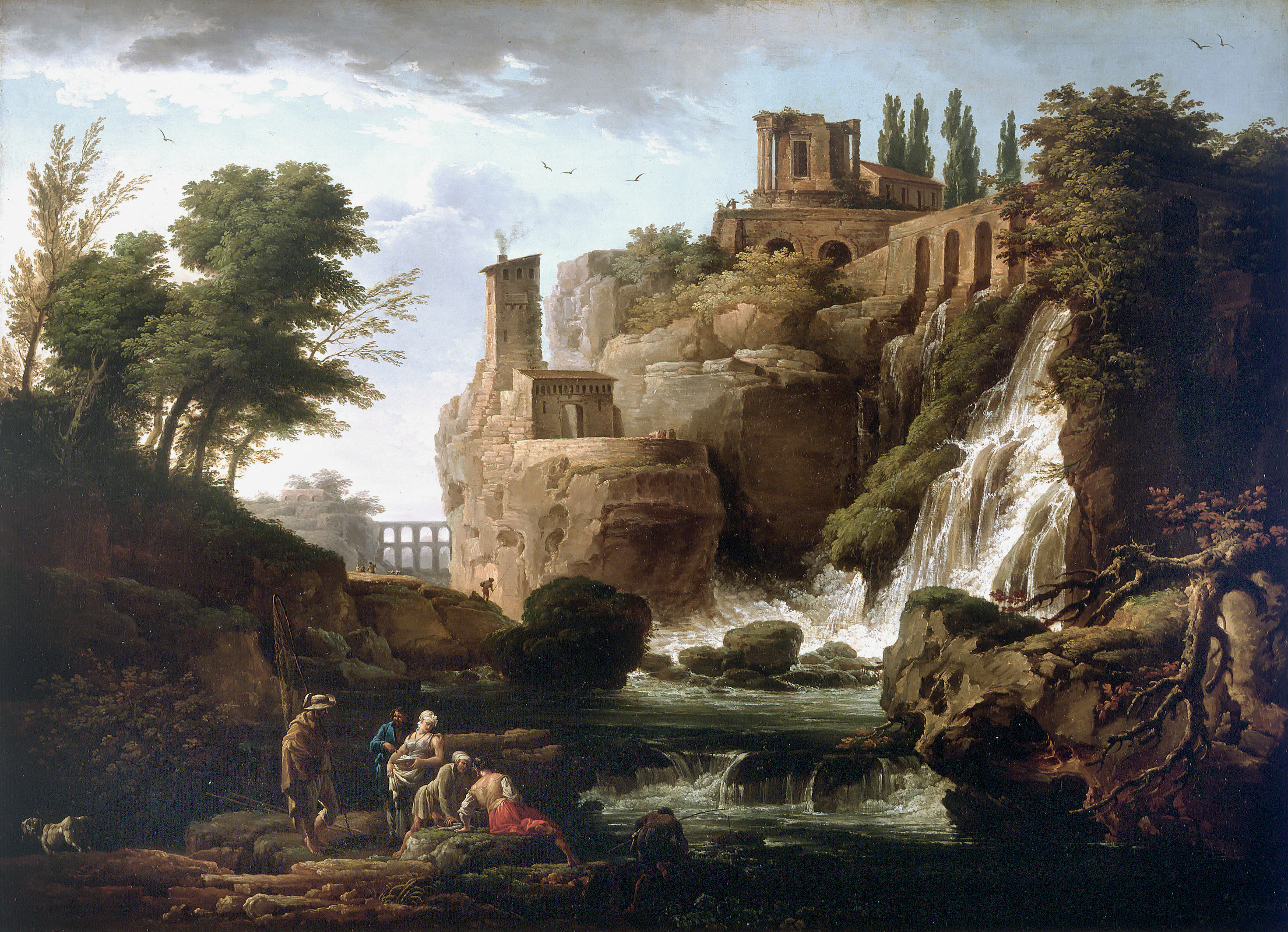
Жозеф Верне. «Водоспад у Тіволі».

Історія освітніх подорожей сягає в добу Відродження. Серед перших дворян Франції, що створили гранд-тур в XVI столітті, майбутній письменник Мішель де Монтень (1533—1592). Він подорожував по Італії в 1580—1581 роках. Типовим гранд-туром було перебування в Італії для вдосконалення власної освіти та італійської мови в Падуанському університеті англійського аристократа Роджера Меннерса, власника замку Бівер. Але залежно від батьківщини аристократа мінявся і маршрут гранд-туру. Якщо мандрували суходолом з Франції, проходили Турин і Геную. Якщо мандрували морем, то діставались Марселя і вітрильником Неаполя, а далі суходолом до Риму, Флоренції і Венеції. Довшим був шлях з Англії, де частку маршруту долали морем до порту Кале, а далі — суходолом.
Під час гранд-туру відвідували як відомі релігійні і культурні центри, столиці, так і уславлені природні об'єкти — гори та долини у Швейцарії, водоспад в Тіволі, приморські ландшафти та руїни давньогрецьких храмів у Південній Італії. Аристократи відвідували також іноземні вельможні двори, блиск і слава яких перетинала кордони — двір папи римського в Римі, королівський палац у Версалі, резиденції в Гет-Лоо, у Нанті, Відні, Неаполі, Дрездені, Турині. Освітній тур робили і аристократи, що вдавано або насправді кохались у науках чи мистецтві. Британський ботанік Джон Рей здійснив подорож країнами Західної Європи в 1630-ті роки з метою створення каталогу тамтешніх рослин. Художник Джонатан Річардсон на початку XVIII століття здійснив подорож у Нідерланди та в Італію заради створення «повного каталогу всіх картин та скульптур». Але обидві мети були реалізовані частково.
Особливо посилився потік англійської аристократичної молоді на континент у роки зміцнення політичної влади в країні та виникнення уяви про джентльмена. Престиж стану джентльмена спонукав культивувати в собі освіченість, виховані манери, знання іноземних мов, шляхетність звичок і зацікавленість у мистецтві.

## Лорд Барлінгтон і англійське палладіанство

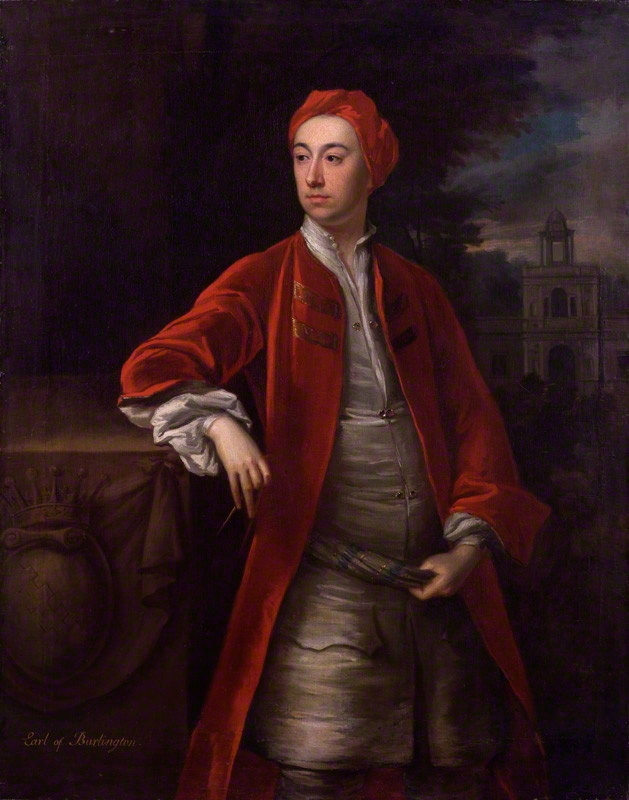
Бойл Річард, 3-й граф Барлінгтон.

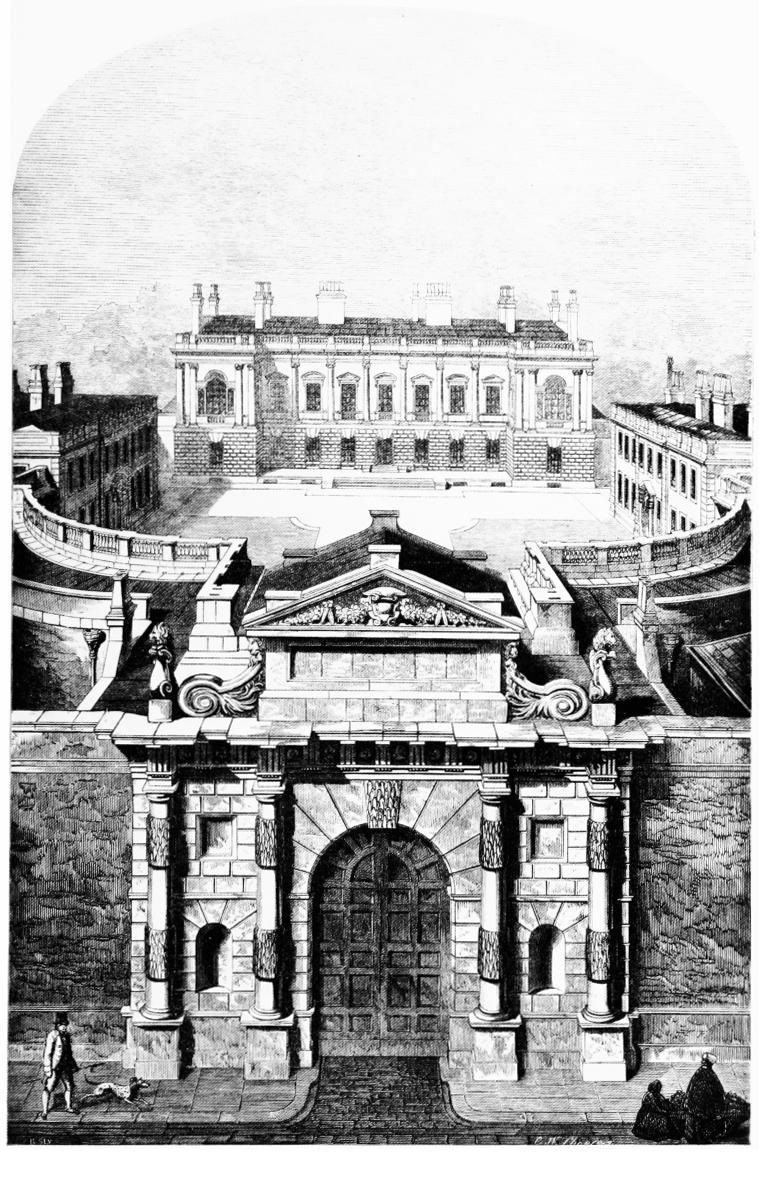
Палац лорда Барлінгтона в стилі палладіанства. Лондон, станом на 1854 рік.

Гранд-тур в Італію справді сприяв змінам у культурі, якщо мандрівник мав якісну освіту і значне природне обдарування. Італійські реалії відбилися в п'єсах і навіть в їх назвах («Два веронці», «Венеційський купець» Шекспіра, що їх приписують Роджеру Меннерсу), увійшовши в золотий фонд британського театру.
Гранд-тур в Італію молодого лорда Барлінгтона (1695—1753) сприяв виникненню і зміцненню на англійському ґрунті мистецької течії палладіанства. Барлінгтон перебував в Римі, де відвідував оселю британського аристократа Вільяма Вентворта, що став меценатом для малювальника й архітектора Вільяма Кента (1648—1748). Так лорд вийшов на митця, співпраця з яким триватиме до смерті Кента. Обидва захоплювались давньоримським мистецтвом і творами італійського архітектора Андреа Палладіо. Полонений творами Палладіо, Барлінгтон вивчав твори архітектора в Віченці і у Венеції. Не обмежений в грошах аристократ навіть придбав його теоретичний твір і низку оригінальних креслень, які перевіз до Британії. Метою було творче продовження ідей архітектора-католика в протестантській країні, якого англійці вважали «своїм» архітектором. Прихильником Палладіо був уже британець Ініго Джонс (1573—1652). За дорученням лорда Барлінгтона і його коштом Колін Кемпбелл видав три томи, присвячені палладіанській архітектурі Англії, в першу чергу творам Ініго Джонса. Видання, надруковане в 1717—1725 роках, отримало назву «Британський Вітрувій». Мало попит і популярність і нове видання 1727 року, яке здійснив Вільям Кент з описом творів Палладіо, Ініго Джонса та власними. Видання набуло статусу законодавця моди в середовищі англійського дворянства та буржуа і зробило з Вільяма Кента найбільш модного архітектора. Настанови Палладіо про затишний родинний будинок, про архітектуру, що нічим не опирається природі, були надзвичайно близькі англійським смакам з їх культом і затишної приватної оселі, і прихильності до садів, і культу приватного життя-існування. Так, Вільям Кент, архітектор з гуртка Барлінгтона, називав вже Палладіо — «майстром і керівником для всіх». Саме Барлінгтон обрав віллу Ротонда як зразок для побудови власного заміського будинку в садибі Чізвік. А пейзажний парк Чізвік став першим зразком пейзажного парку англійського типу в країні. І копію вілли Ротонда, і парк розпланував Вільям Кент, що зробило садибу — зразком для вельможних англійців на десятиліття.

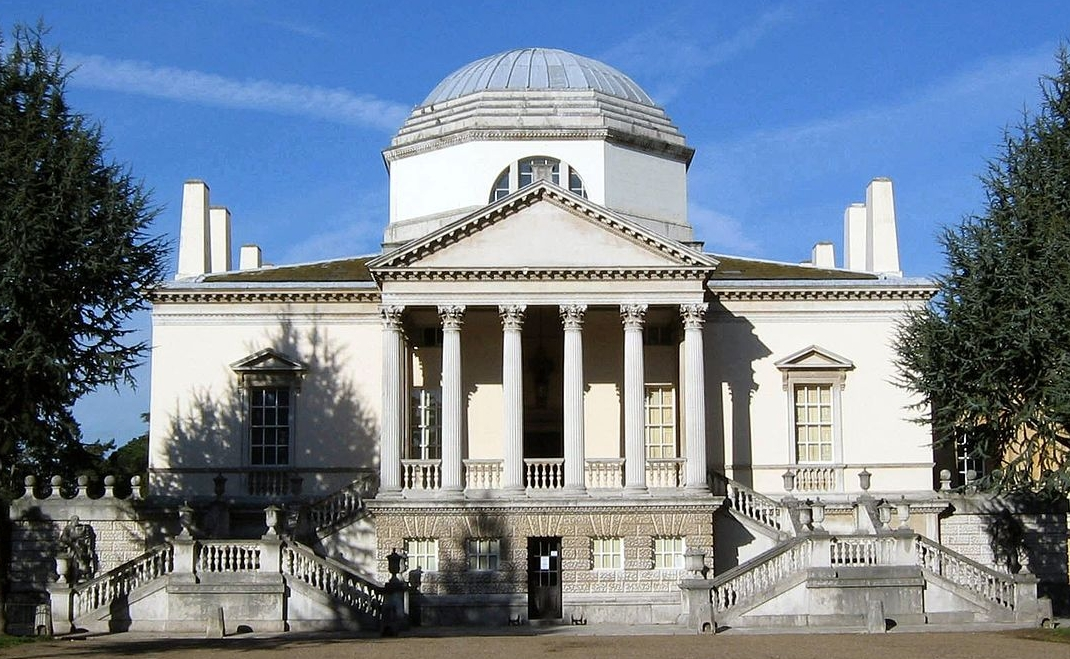
Чізвік Хаус, «Садиба лорда Барлінгтона»,  Велика Британія
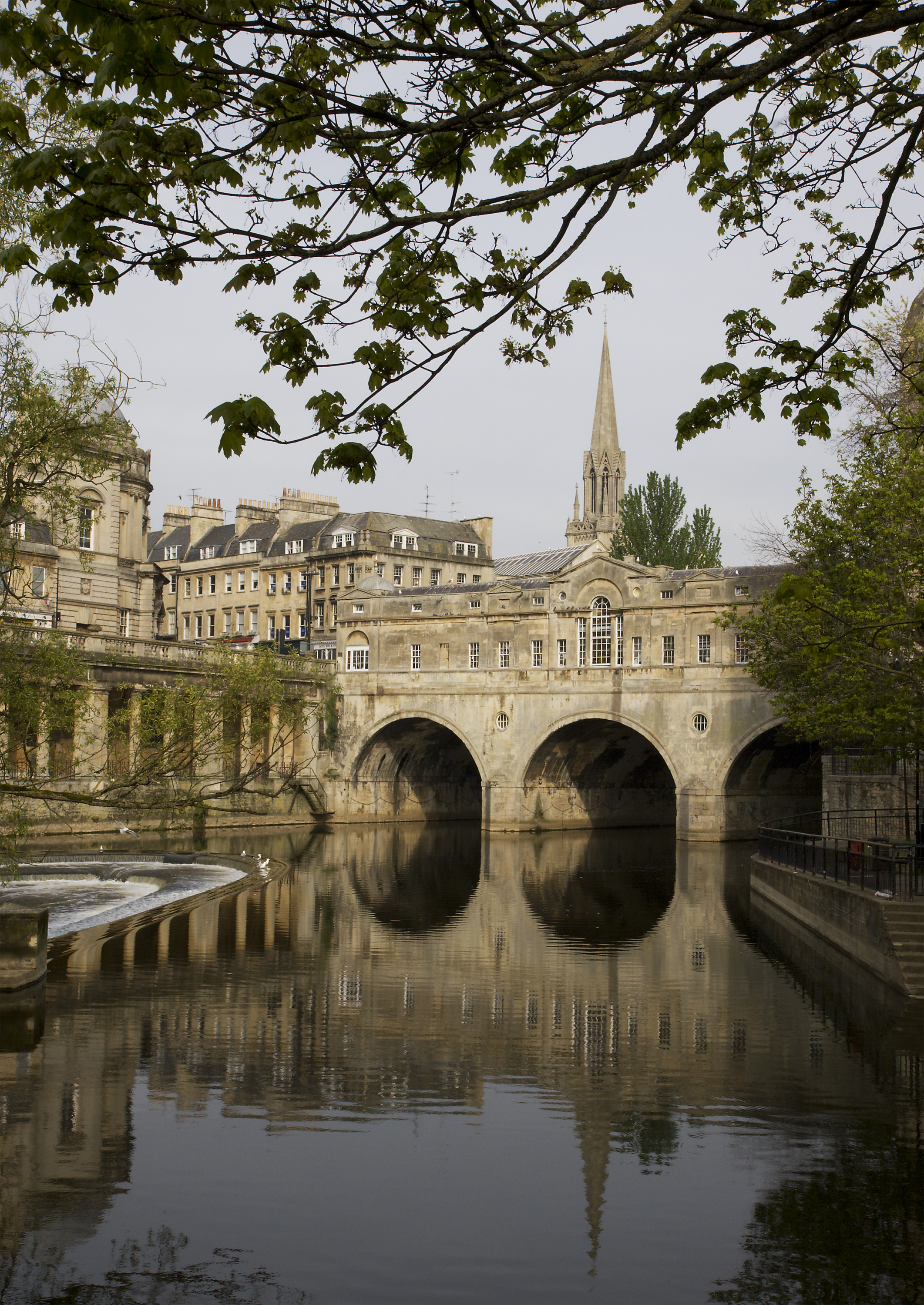
Курорт Бат, палладіанський міст
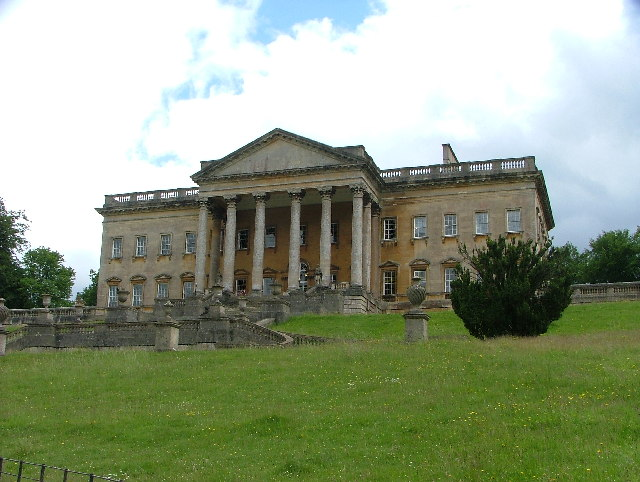
Пріор Парк Хаус в місті Бат. Англія
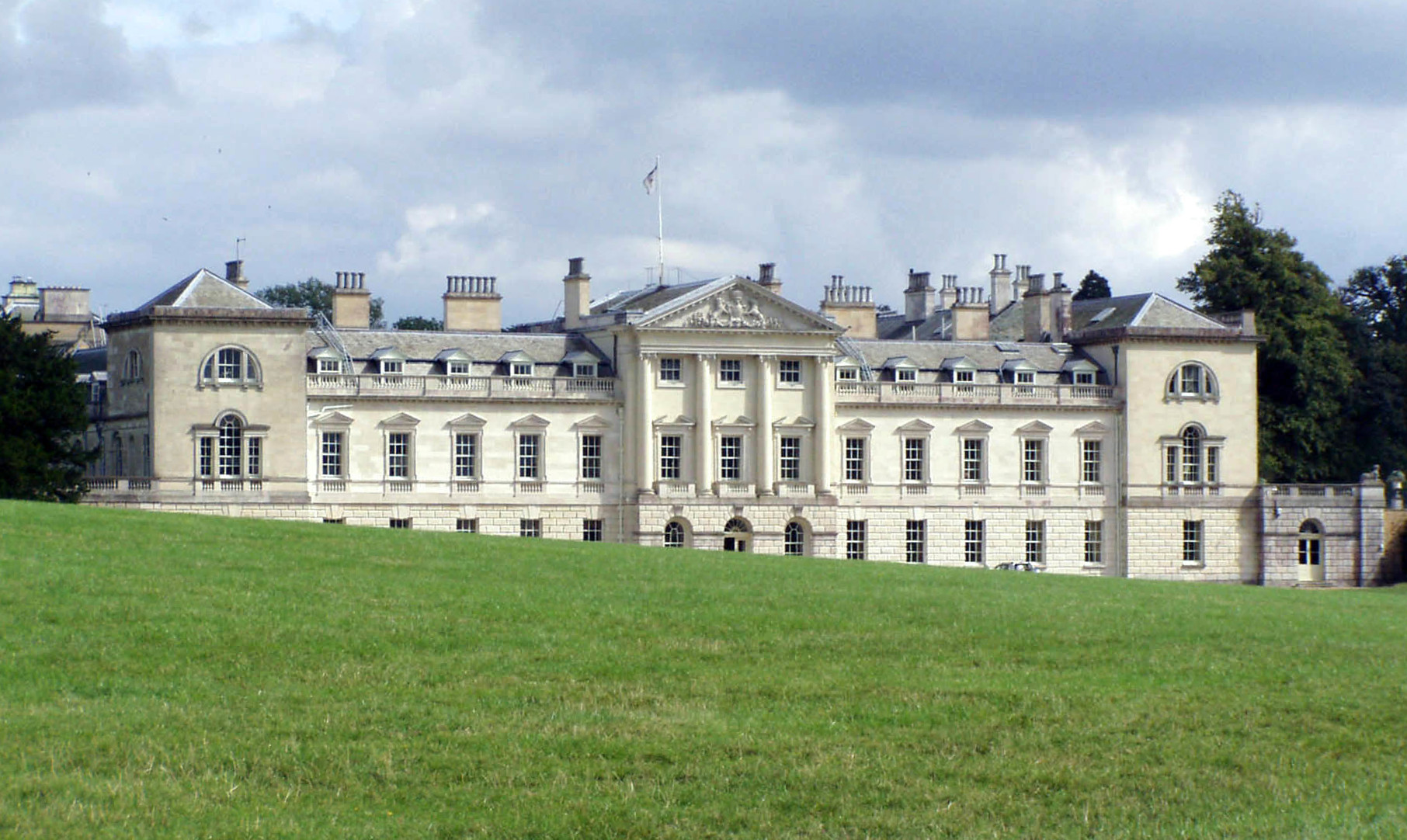
Палац Вобурн Еббі, Велика Британія

## Гранд-тур і колекціонування
Гранд-тур був відкритою можливістю купувати речі, маловідомі у власній країні чи твори мистецтва іноземних митців. Нерівномірність культурного і економічного розвитку європейських країн теж стимулювала подорожі аристократів, що монополізували мистецтво разом з християнською церквою. По поверненню з гранд-туру англійці привозили картини і книги, скульптури, античну бронзу, малюнки і креслення архітекторів, архітектурні увражі і екзотичні речі. Все це ставало окрасою кабінетів курйозів, віталень багатих садиб, надбанням кабінетів і приватних бібліотек, паркових павільйонів. Гранд-тури сприяли моді на типи приватної забудови, на типи садів і зміни моди на них, їх ідеологічне навантаження.

За висновками британців, на зламі XVII—XVIII ст. мистецтво Англії пережило кризу. Середньовічне, плутане розпланування великих міст Англії не скасував ні приклад і досвід архітекторів Франції, ні вплив ідей самого Палладіо. Зразки барокової архітектури, завезені з континента в роки правління голландського принца Вільгельма Оранського (нехай і досить стримані) — смакам англійців не відповідали. І їх використання і створення швидко припинилося. У Британії дуже важко входила в практику ордерна архітектура. Найкращі представники живопису країни — були іноземцями (Ганс Гольбейн — німець, Годфрі Кнеллер пройшов виучку в Голландії, Ван Дейк — фламандець). Про малоприємний стан справ в мистецтві тогочасної Англії писав Ентоні Купер, лорд Шефтсбері (1671—1713):
На наших рідних ґрунтах нема живопису, гідного спогадів. Але відтоді як англійська публіка відчула смак до гравюр, малюнків, копій і оригіналів художників Італії, таких несхожих на сучасних французьких, сподіваюсь, і ми матимемо колись подібний високий рівень.
Гранд-тури багатих і впливових осіб сприяли підвищенню національної культури, її розвитку, збагаченню її практики знахідками й досягненнями інших культур.

## Гранд-тур і письменники та мемуаристи

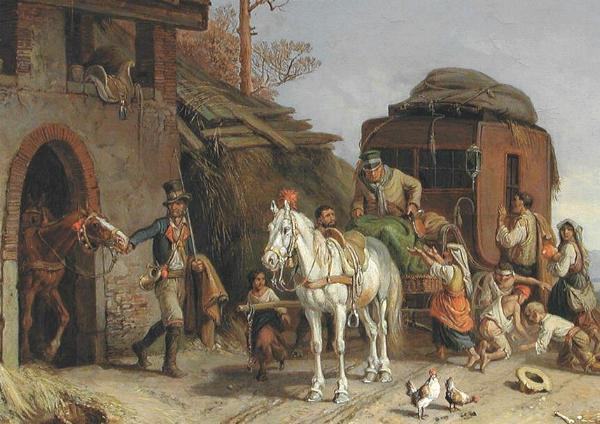
Худ. Генріх Бюркел. «Заміна коней на поштовій станції в Італії».

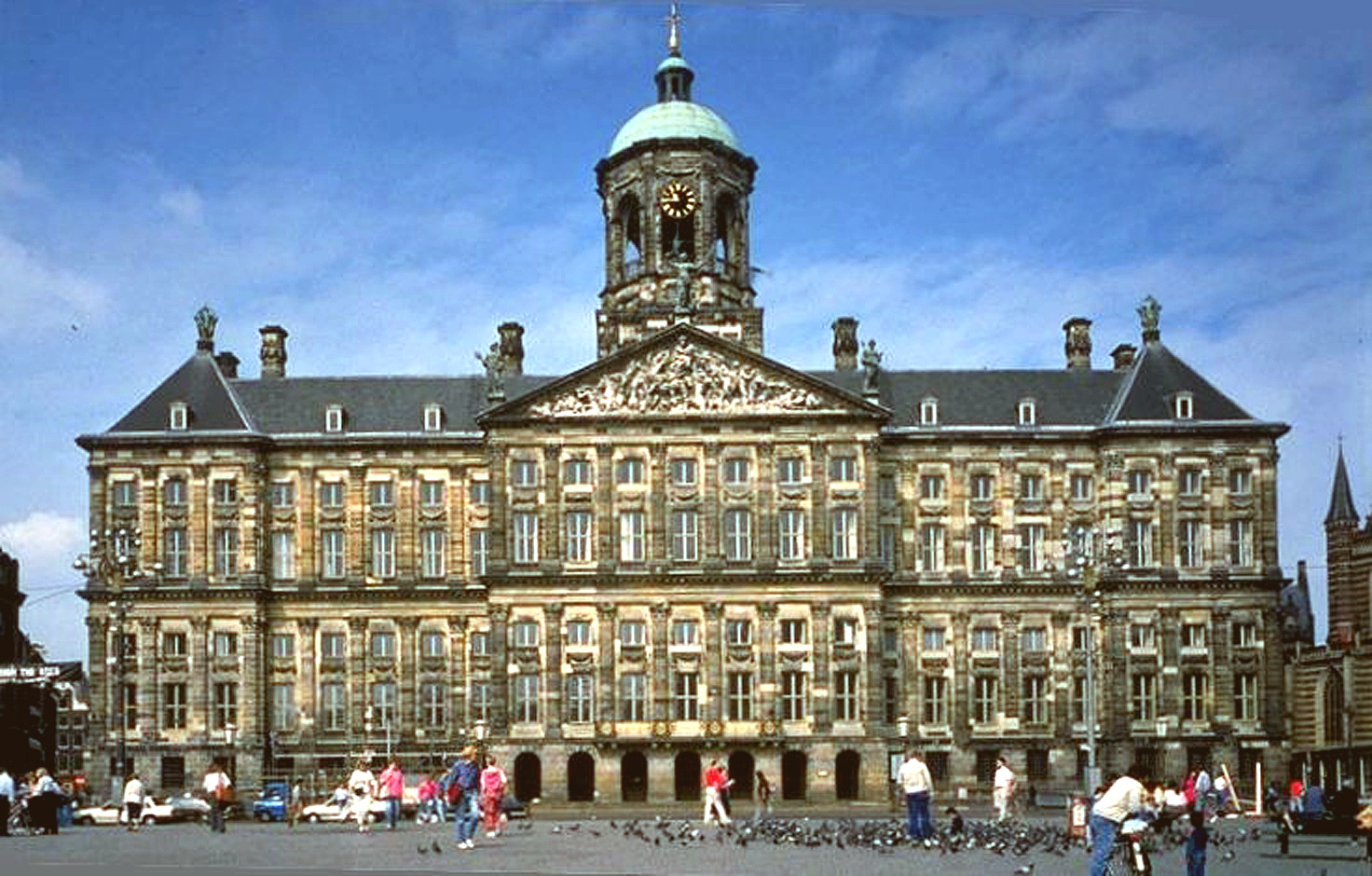
Ратуша в Амстердамі, пункт відвідин під час гранд-туру.

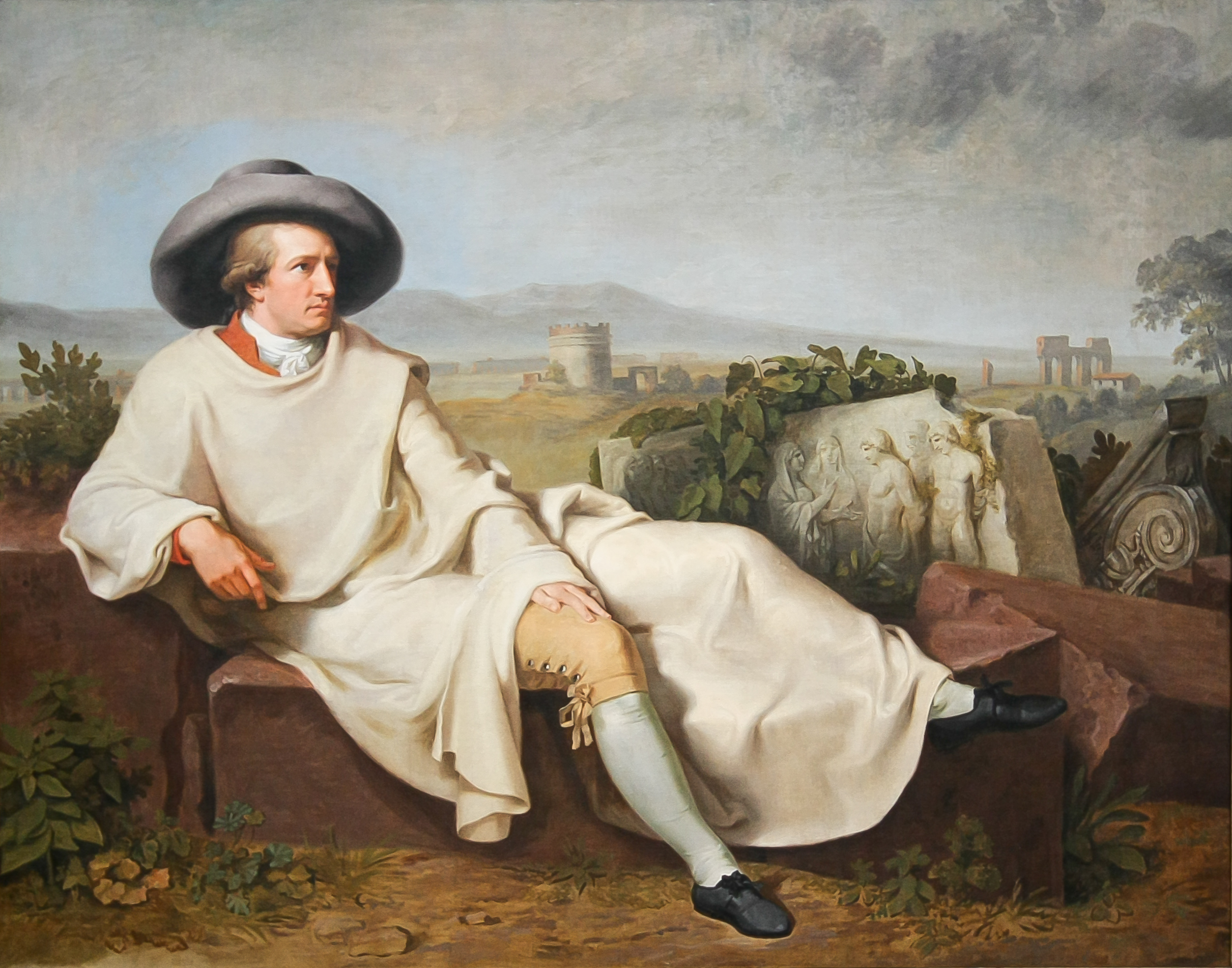
Вільгельм Тішбейн. « Поет Гете в Кампаньї»

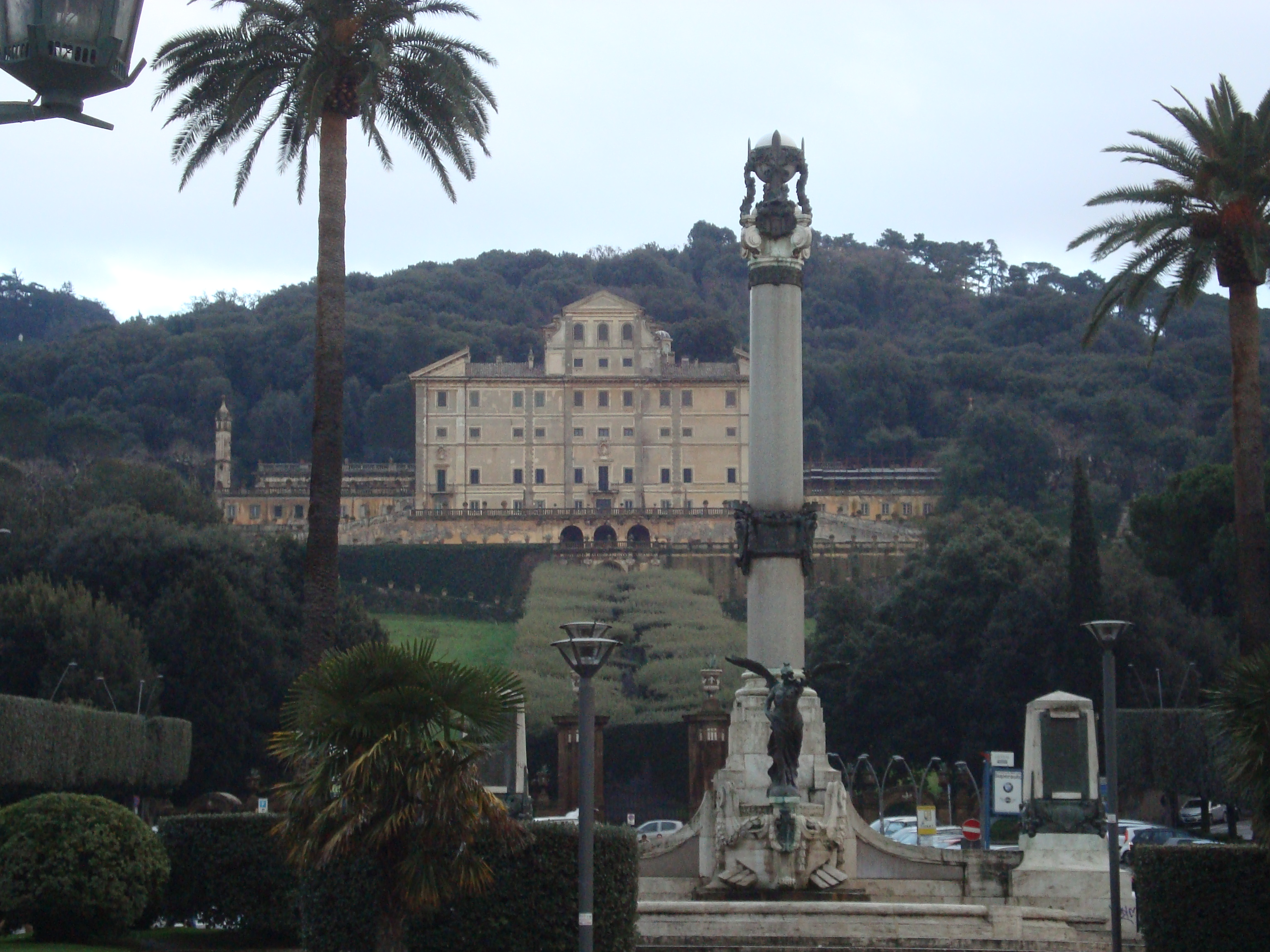
Вілла Альдобрандіні, Фраскаті.

Гранд-тур спонукав освічених подорожніх до описів відвіданих країн і міст, до описів закордонної екзотики, велетенських споруд, дивовижних об'єктів і закладів, уславлених чи ганебних явищ. Охоче створювали мемуари британські аристократи, що вели щоденники. На зламі XVII—XVIII століть до процесу підключилися і аристократи з Московії. Гранд-турами для московських дипломатів мимоволі ставали службові відрядження в інші країни, коли кордони запертої країни відчинили для одиниць з привілейованого стану.

В архіві зберіглись спогади такого «мандрівника» з Московії, що пізніше отримали назву «Журнал подорожі Німеччиною, Голландією і Італією». Але не вдалося ідентифікувати автора «Журналу…», що не залишив підпису. Дослідження текстів дало змогу позначити його маршрут: Амстердам — Аугсбург — Фраскатті — Рим — Болонья — Інсбрук… Православний із Московії з подивом описував бібліотеку монастиря єзуїтів, яку відвідав в Інсбруку:
…п'ять сажень вздовж всі столи (полиці?) рясно уставлені книгами різними, шкапи без двірець, написи (етикетки) висять (над кожним шкапом), прописано які в якому шкапі книги. По середині зали стіл, три глобуси, інструменти різні, усе зело прибрано.
Подорожньому з Московії (вихованому в XVII ст.) на кожному кроці в Європі не вистачає відповідних термінів і слів, аби точно описати зустрічене і побачене. Бо ж їх ще нема ні в мові його країни, ні в свідомості освічених одиниць. Ці слова і поняття ще належить створити, бо іде зіткнення різних культур з різним щаблем розвитку. Адже перша публічна бібліотека в Санкт-Петербурзі відкриється тільки 25 листопада 1728 року в тамтешній Академії наук, заснованої три року тому. І Петербург — навіть не половина, не чверть країни. У «Журналі подорожі Німеччиною, Голландією і Італією» православного з Московії знайдений і один із перших описів вілли Альдобрандіні в містечку Фраскаті під Римом, популярного пункту відвідин під час гранд-туру. Він сповіщав:
…Великий будинок і сад. З під'їзду до палат крильця на обидва боки завширшки сажен по п'яти. На крильцях по дванадцяти (малих) фонтанів. А посередині тих крилець фонтани великі. (Є) Другий хід до палат і перили стоять…органи (водяні) грають дуже приємно, ніколи б не вийшов звідти. 
Майже вісімдесят років потому майже тим же маршрутом відвідає західноєвропейські країни ще один молодик-дворянин з Російської імперії. То був письменник-початківець Микола Карамзін (1766—1826). Після власного гранд-туру він оприлюднить книгу «Письма русского путешественника» (Листи російського мандрівника). Він дивиться на події в Європі як її сучасник на рівних, помічає цікаве і позитивне, не приховує роздратування і критики на негативні явища в житті німецьких князівств чи захваленої Франції (де стикався і натовпом жебраків і де розпочалася драматична французька революція).

## Зникнення
Перерва у створенні гранд-турів припала на кінець XVIII століття. Це було пов'язане з початком французької революції 1789—1793 років, революційним терором в країні, масовою еміграцією дворян з революційної Франції і початком військових авантюр Наполеона Бонапарта. Відвідини Франції і Парижа, охоплених революцією і війною, в пору гранд-тура для англійських аристократів логічно унеможливились. Це тривало до завершення наполеонівських воєн і повної поразки Наполеона з реставрацією монархічних режимів після Віденського конгресу 1815 р. Гранд-тури відновлюються в повоєнний період, але вже мають скромний характер. Вони остаточно перероджуються в організований туризм, коли бізнесмени вивели його на авансцену індустрію розваг, як її різновид.